# 산카
산카(일본어: サンカ)란 일본의 산지나 변경에 살던 유랑민 집단을 일컫는 용어로, 시대나 사용자의 의도에 따라 지칭대상이 다양하다. 한자표기는 山窩, 山家, 三家, 散家 등이며, 지역에 따라 산카호이토, 봉, 가메쓰리, 미나오시, 템바(転場) 등 이들을 나타내는 다양한 방언표현들도 많다. 공통적으로 사람들이 모여사는 군락외에 산이나 변경의 오지 등에서 정착하지 않고 이동생활하는 공통점이 있다.

## 개요
산카라는 말은 에도 시대말기의 히로시마를 중심으로 한 쥬부 지방의 관헌 문헌에 처음으로 등장하여, 제2차 세계 대전 이전에는 山窩(관청의 범죄자대책에서 범죄를 저지를 소지가 있는자, 관청의 요주의자 등을 가리키는 멸시적 표현)라는 표현으로 대중소설을 통해 널리 알려지기 시작했으며, 전후에는 영화 소설 등을 통해 이미지가 형성되었다. 야나기타 구니오를 위시한 민속학자들이 처음으로 학문적으로 산카에 대해 연구를 시작하였는데, 그 대부분의 자료는 관청에 의한 것이었다. 산카라고 불리던 사람들은 메이지 시대 이후의 산업화와 호적제도의 시행으로 전국민이 국가에 등록되어 관리되게 되면서 서서히 산지 및 농촌에 가까운 곳에 흡수되어 소멸되었다고 생각된다. 현재는 단순히 산지에 살았던 정착 빈곤층과 범죄도피자 또는 은둔자 그룹으로 분리 분류하기도 한다. 현재 남아 있는 산카에 대한 이미지는 산카문학이라고도 불리는 미스미 히로시가 쓴 산카에 대한 일련의 책과 논문의 내용에서 비롯된 것이 많은데, 그 대부분은 미스미 자신의 창작으로서, 학문적 가치가 낮다고 평가된다.
산카의 기원에 대해서는 이외에 이들이 야마토 정권에 의해 산지로 내쫓긴 원 일본인(또는 조몬인)이라는 고대난민설, 무로마치 시대의 전란을 피해 산지에 들어간 유랑민이라는 중세 난민설, 에도 말기의 기근과 혼란을 피해 산지로 들어간 일본인이라는 근대 난민설 등의 여러 가설들이 있다. 
산카는 어디까지나 관청이 붙인 이름으로 산카라 불리는 사람들간에 문화적으로나 혈통적으로 공통된 특징이 있는지는 의문이다. 문헌상 그 존재가 확인된 에도 말기부터 모습을 감춘 쇼와 시대까지의 기간 동안 이들에 대해 일반인들이 특별히 관심을 기울이지 않았고, 이들이 모습을 감춘 후에 등장한 많은 이야기들은 가설이나 속설의 범주를 벗어나지 않기 때문이다.